# Thandorf
Thandorf est une municipalité allemande du land de Mecklembourg-Poméranie-Occidentale et l'arrondissement du Mecklembourg-du-Nord-Ouest. En 2013, elle comptait 145 hab.